# Berührt-geführt-Regel

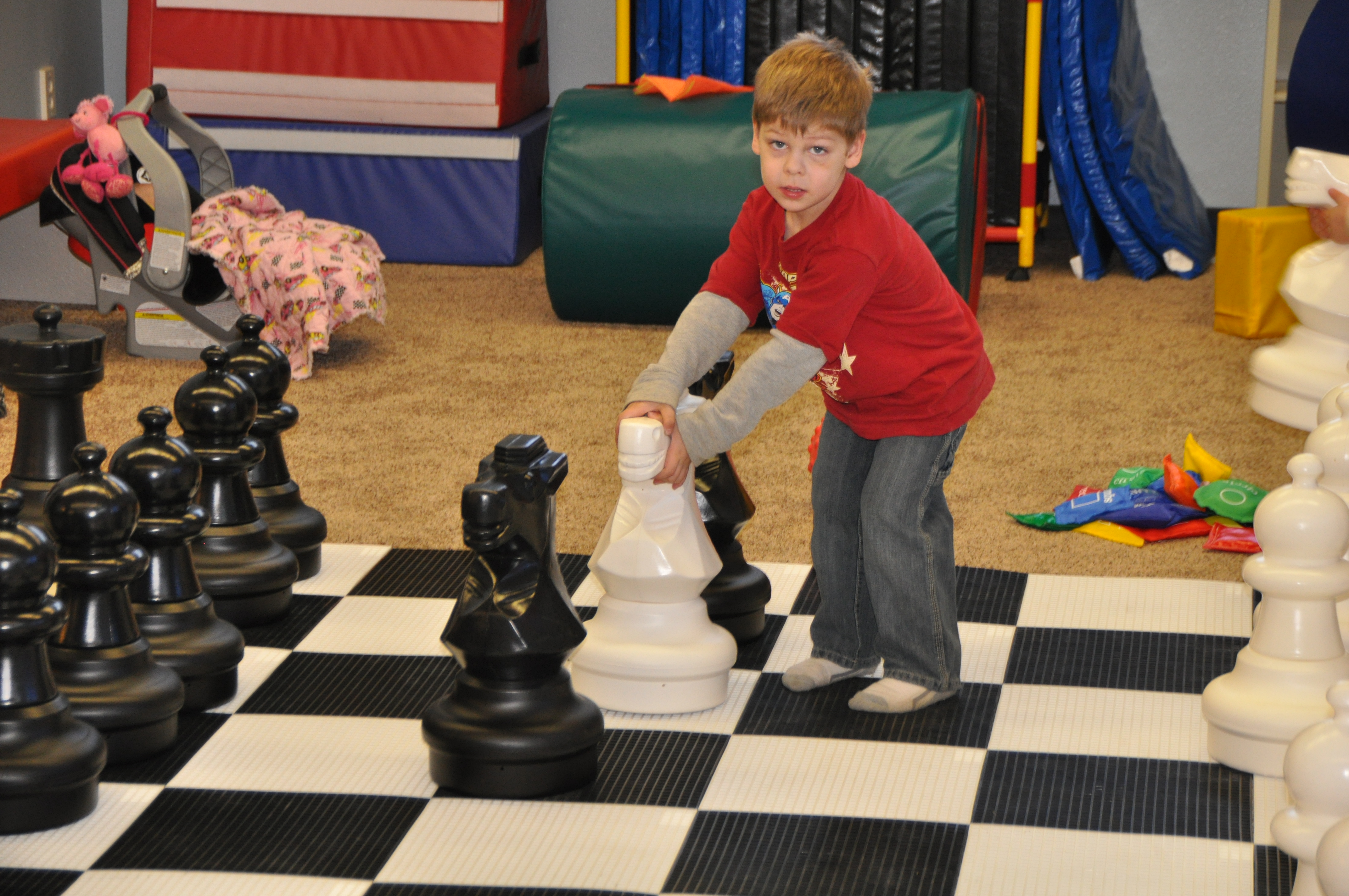
Eine Spielfigur absichtlich zu berühren kann in Schachturnieren Konsequenzen nach sich ziehen. Im Freizeitspiel wird diese Regel jedoch oft ignoriert.

Die Berührt-geführt-Regel im Schach bezeichnet die Regelung, dass ein Spieler, sobald er vorsätzlich einen Spielstein berührt, mit diesem auch ziehen muss, sofern ein legaler Zug möglich ist. Wurde eine Spielfigur des Gegners vorsätzlich berührt, muss diese – soweit legal – geschlagen werden. Diese Regel ist in sämtlichen formellen Wettkämpfen gültig, auf ihre Einhaltung wird geachtet. 
Nur wenn das Ziehen der eigenen bzw. das Schlagen der gegnerischen Figur nach den Schachregeln nicht möglich ist, wird die Berührt-geführt-Regel für diesen Zug außer Kraft gesetzt und es darf eine andere Figur gespielt werden. Bei der Rochade bezieht sich dies nur auf den König: Nach Zurücknahme einer regelwidrigen Rochade muss der König gemäß der Berührt-geführt-Regel einen legalen Zug machen. Kann er das nicht, geht der Zugzwang nicht auf den beteiligten Turm über.
Ein Spieler, der vorhat, eine Figur zu berühren, ohne sie ziehen zu wollen, muss dies zuvor deutlich äußern. Will er beispielsweise eine unklar stehende Figur zur Mitte des richtigen Feldes rücken, äußert er seine Absicht mit dem französischen J’adoube („Ich richte“ oder „Ich rücke zurecht“), das international anerkannt ist und verstanden wird. Das Äquivalent in der jeweiligen lokalen Sprache wird normalerweise ebenfalls akzeptiert. Nur der jeweils am Zug befindliche Spieler darf überhaupt Figuren berühren, dem Gegenspieler ist dies verboten, bis ein Zug ausgeführt wurde und er selbst am Zug ist.
Eine weitere Regel besagt, dass ein vollständig ausgeführter Zug nach dem Loslassen der Figur nicht mehr rückgängig gemacht oder korrigiert werden kann – dies entspricht der im Kartenspiel gültigen Regel Tisch hat sein Recht.

## Beispiele für Anwendung in einer Partie
Häufigste Ursachen für die Anwendung der Berührt-geführt-Regel sind entweder vom Spieler geplante Züge, die er erst nach Berührung der zu ziehenden Figur doch noch als schlecht erkennt, oder Fingerfehler, bei denen er eigentlich eine andere Figur berühren wollte. Es gibt jedoch auch andere Ursachen. Beispiele hierfür, die in sofortigen Niederlagen endeten:
- Nigel Short versuchte gegen William N. Watson im Turnier von Brighton 1983 mit Schwarz 24. … 0–0–0, obwohl die weiße Dame auf a5 das Feld d8 beherrscht und der Zug somit illegal ist. Da die Rochade als Königszug gilt, musste Short nach der Berührt-geführt-Regel einen Königszug machen. Jedoch führt der einzige legale Königszug 24. … Kd7 nach 25. Sf4 zum Verlust des Bauern d5 und zur schnellen Niederlage. Daher bevorzugte Short die sofortige Aufgabe.[2]
- Ein kurioser Fehler unterlief Samuel Shankland in der 7. Runde der Schacholympiade 2022 im Match zwischen den USA und Armenien gegen Robert Howhannisjan. Nachdem Shankland mit 90. b3 daran ging, in einem unentschiedenen Endspiel den letzten schwarzen Bauern abzutauschen, erwartete er von Schwarz die Antwort 90. … Dh1+. In der Tat ergriff Howhannisjan die Dame und zog sie entlang der Diagonale, worauf Shankland bereits den König für den nächsten Zug berührte. Tatsächlich spielte Schwarz jedoch 90. … Dg2. Da nun der einzige Königszug 91. Kc1 nach 91. …  Db2+ 92. Kd1 axb3 schnell verliert, gab Shankland lieber auf. Dadurch vergab er die Chance für die USA, das Match gegen Armenien zu gewinnen und die Gesamtführung zu übernehmen.[3]

|   | a | b | c | d | e | f | g | h |   |
| 8 |   |   |   |   |   |   |   |   | 8 |
| 7 |   |   |   |   |   |   |   |   | 7 |
| 6 |   |   |   |   |   |   |   |   | 6 |
| 5 |   |   |   |   |   |   |   |   | 5 |
| 4 |   |   |   |   |   |   |   |   | 4 |
| 3 |   |   |   |   |   |   |   |   | 3 |
| 2 |   |   |   |   |   |   |   |   | 2 |
| 1 |   |   |   |   |   |   |   |   | 1 |
|   | a | b | c | d | e | f | g | h |   |

|   | a | b | c | d | e | f | g | h |   |
| 8 |   |   |   |   |   |   |   |   | 8 |
| 7 |   |   |   |   |   |   |   |   | 7 |
| 6 |   |   |   |   |   |   |   |   | 6 |
| 5 |   |   |   |   |   |   |   |   | 5 |
| 4 |   |   |   |   |   |   |   |   | 4 |
| 3 |   |   |   |   |   |   |   |   | 3 |
| 2 |   |   |   |   |   |   |   |   | 2 |
| 1 |   |   |   |   |   |   |   |   | 1 |
|   | a | b | c | d | e | f | g | h |   |

## Historisches
Ein Strafzug mit dem König war früher für jeden illegalen Zug vorgeschrieben, unabhängig davon, welche Figur gezogen wurde. In einer Partie Lindemann gegen Echtermeyer, Kiel 1893, wollte Weiß nach den Eröffnungszügen 1. e4 d5 2. exd5 Dxd5 mit 3. Sc3 fortfahren, stellte aber durch einen Fingerfehler versehentlich seinen Läufer c1 auf dieses Feld. Zur Strafe musste er den Zug 3. Ke2 spielen, was ein sofortiges Matt durch 3. … De4 ermöglicht hätte.